# Edward Włodarczyk
Edward Włodarczyk (ur. 5 października 1946 w Gilowie, zm. 7 kwietnia 2021 w Szczecinie) – polski historyk, profesor nauk humanistycznych, nauczyciel akademicki, rektor Uniwersytetu Szczecińskiego w kadencjach 2012–2016 i 2016–2020.

## Życiorys
W 1969 ukończył studia na Wydziale Filozoficzno-Historycznym Uniwersytetu im. Adama Mickiewicza w Poznaniu. Na tej samej uczelni uzyskiwał kolejno stopnie naukowe doktora (w 1977 na podstawie pracy zatytułowanej Wielki przemysł Szczecina w latach 1850–1914) i doktora habilitowanego (w 1989 w oparciu o monografię Rozwój gospodarczy miast pruskich prowincji nadbałtyckich w latach 1808–1914). 12 lipca 1999 otrzymał tytuł profesora nauk humanistycznych.
Zawodowo od 1969 był związany ze Szczecinem. Został asystentem w kierowanej przez profesora Bogdana Dopierałę Pracowni Historii Pomorza Zachodniego Instytutu Historii PAN. Wszedł w skład Zakładu Historii Pomorza, który powołał Gerard Labuda. W 1989 Edward Włodarczyk objął stanowisko kierownika szczecińskiej pracowni IH PAN. W 1992 przeszedł do pracy w Zakładzie Historii Nowożytnej XVI–XVIII wieku na Uniwersytecie Szczecińskim. Od 1996 do 2002 pełnił funkcję dziekana Wydziału Humanistycznego tej uczelni. Był następnie dyrektorem Instytutu Historii i Stosunków Międzynarodowych i prorektorem US ds. kształcenia. W 2012 został wybrany na czteroletnią kadencję na stanowisko rektora tego uniwersytetu, zastępując Waldemara Tarczyńskiego. W 2016 uzyskał reelekcję na drugą czteroletnią kadencję, kończąc urzędowanie w 2020.
Publikował w czasopismach historycznych, tj. „Zapiski Historyczne”, „Dzieje Najnowsze” czy „Kwartalnik Historyczny”, a także w związanych z regionem („Kronika Szczecina”, „Szczecińskie Studia Historyczne”). Był redaktorem wydawanego przez Komitet Nauk Historycznych Polskiej Akademii Nauk rocznika „Studia Maritima”. Specjalizował się w zagadnieniach historii gospodarczej i społecznej wieków XIX i XX, a także w historii Pomorza i Prus. Pełnił funkcję wiceprezesa zarządu Polskiego Towarzystwa Historycznego.
Pochowany na cmentarzu Centralnym w Szczecinie.

## Wybrane publikacje
- Wielki przemysł Szczecina w latach 1850–1914, Poznań 1982.
- Rozwój gospodarczy miast portowych pruskich prowincji nadbałtyckich w latach 1850–1914, Wrocław 1987.
- Dzieje Szczecina, t. III: 1806–1945 (współautor), Szczecin 1994.
- Historia Gdańska, t. IV: 1815–1920 (współautor), Sopot 1998.
- Historia Pomorza, t. IV (współautor), Toruń 2000.
- Pomorze Zachodnie od traktatu wersalskiego do upadku III Rzeszy, Gdańsk 2006.
- Pogranicze polsko-niemieckie. Przeszłość-teraźniejszość-przyszłość (red.), Szczecin 2000.
- Zapis historii (współautor), Poznań 1993.